# Manilkara fischeri
Manilkara fischeri är en tvåhjärtbladig växtart som först beskrevs av Adolf Engler, och fick sitt nu gällande namn av Herman Johannes Lam. Manilkara fischeri ingår i släktet Manilkara och familjen Sapotaceae. Inga underarter finns listade i Catalogue of Life.